# モトカレ
「モトカレ」（もとかれ）は、Julietの10枚目のシングル。2011年6月29日発売された。

## 概要
- 前作から約2ヶ月ぶりとなるシングル作品。

## 収録曲
1. モトカレ　
  - 作詞：Maiko／作曲・編曲：Asiatic Orchestra／プロデュース：Asiatic Orchestra for Vanir
2. Love Game  
  - 作詞：Maiko／作曲・編曲：Carlos K.／ プロデュース：Carlos K. for Vanir
3. モトカレ (Instrumental)

## DVD（初回限定盤）収録内容
1. モトカレ Music Video
2. モトカレ Music Video メイキング